# Jezioro Muliste
Jezioro Muliste lub Mul – jezioro w Polsce, położone w województwie warmińsko-mazurskim, w powiecie oleckim, w gminie Świętajno.

## Położenie
Według regionalizacji fizycznogeograficznej Polski jezioro leży na Pojezierzu Ełckim, natomiast według regionalizacji przyrodniczo-leśnej – w mezoregionie Pojezierza Ełckiego, w dorzeczu Połomka–Ełk–Biebrza–Narew–Wisła. Znajduje się około 12 km w kierunku zachodnim od Olecka. W okolicach brzegów położone są miejscowości: Świętajno, na południu i Dunajek, na północy. Do jeziora wpada od północy, od strony jeziora Chełchy i wypływa na południu, w kierunku jeziora Świętajno ciek o nazwie Dopływ z jez. Mulistego. W najbliższym otoczeniu znajdują się pola, lasy i łąki, a od strony północnej tereny podmokłe.
Linia brzegowa akwenu jest rozwinięta i urozmaicona, dno jest muliste, zróżnicowane, z kilkoma głęboczkami. Brzegi mają zróżnicowaną rzeźbę, w niektórych miejscach są wysokie i strome.
Jezioro leży na terenie obwodu rybackiego rzeki Połomska Młynówka – nr 1. Jego użytkownikiem jest Gospodarstwo Rybackie PZW w Suwałkach. Zbiornik wodny jest objęty strefą ciszy.

## Morfometria
Według danych Instytutu Rybactwa Śródlądowego powierzchnia zwierciadła wody jeziora wynosi 48,9 ha. Średnia głębokość zbiornika wodnego to 5,5 m, a maksymalna – 16,3 m. Lustro wody znajduje się na wysokości 133,2 m n.p.m. Objętość jeziora wynosi 2 664,0 tys. m³. Maksymalna długość jeziora to 2650 m a szerokość 250 m. Długość linii brzegowej wynosi 8 500 m.
Inne dane uzyskano natomiast poprzez planimetrię jeziora na mapach w skali 1:50 000 według Państwowego Układu Współrzędnych 1965, zgodnie z poziomem odniesienia Kronsztadt. Otrzymana w ten sposób powierzchnia zbiornika wodnego to 44,0 ha, a wysokość bezwzględna lustra wody – 132,9 m n.p.m.

## Przyroda
Wśród żyjących tu ryb przeważają leszcze i liny, a wśród drapieżników szczupaki. W skład roślinności zanurzonej wchodzą m.in. moczarka, ramienice, rogatek, wywłócznik, rdestnica przeszyta i rdestnica połyskująca. Wokół brzegów dominuje trzcina, można też spotkać pałkę i tatarak.
W obrębie jeziora znajduje się ustanowiony w 2008 roku użytek ekologiczny „Wyspa Dunajek” położony na półwyspie o nazwie Wyspa nad  Jeziorem Mulistym o powierzchni 24,25 ha.